# Karl Ready
Karl Ready (Neath, 14 agosto 1972) è un ex calciatore gallese, di ruolo difensore.